# Układ (cybernetyka)
Układ – w najogólniejszym znaczeniu cybernetycznym – wyodrębniony (realnie lub jedynie myślowo) fragment rzeczywistości, rozważany pod względem przekształcania oddziaływań na niego (docierających bodźców, stanów wejścia), na jego oddziaływania (przejawiające się reakcje, stany wyjścia).
Wszystko, co znajduje się poza rozważanym układem, i co może (mogłoby) wywierać na niego wpływ, lub na co układ może (mógłby) wywierać wpływ, to otoczenie układu.
Dany układ można traktować także jako część składową większego układu (nadukładu) lub rozważać jego części składowe (podukłady).
W układzie wyróżnia się wejścia (przez które do układu docierają bodźce) i wyjścia (przez które układ przejawia reakcje) - wewnętrzne i zewnętrzne. Wejścia i wyjścia wewnętrzne służą oddziaływaniu układu na samego siebie, zewnętrzne - oddziaływaniu między układem a otoczeniem.
Układ niemający żadnych wejść i wyjść zewnętrznych to układ bezwzględnie odosobniony, układ mający takie wejścia i wyjścia to układ względnie odosobniony.
Z innego punktu widzenia można wyróżnić wejścia i wyjścia informacyjne, przez które układ przyjmuje i przekazuje informację, oraz zasileniowe, przez które układ przyjmuje i przekazuje zasilenie (energię).

## Układ fizyczny
Jeżeli wyodrębnionym fragmentem rzeczywistości jest obiekt fizyczny lub zbiór takich obiektów, układ jest układem fizycznym. Może on być oddzielony od otoczenia wyraźnymi granicami, które są powierzchniami nieciągłości określonych wielkości fizycznych, charakteryzujących układ.
Układ fizyczny nie oddziałujący z otoczeniem, to układ fizyczny odosobniony.
Układ fizyczny rozpatrywany ze względu na jego stan termodynamiczny oraz wymianę z otoczeniem energii i składników (cząstek), to układ termodynamiczny.
Wyróżnia się:
układ termodynamicznie otwarty - gdy możliwy jest przepływ energii i składników między układem a otoczeniem,
układ termodynamicznie zamknięty - gdy możliwy jest przepływ energii, ale nie składników,
układ termodynamicznie izolowany - gdy niemożliwy jest ani przepływ energii, ani składników.
Układ fizyczny rozpatrywany ze względu na zachodzące w nim reakcje chemiczne to układ chemiczny.

## Układ jako system
Układ rozpatrywany ze względu na budowę wewnętrzną (jako całość składająca się z powiązanych, sprzężonych ze sobą, oddziałujących wzajemnie na siebie elementów), określa się jako system. Jest to zbiór elementów (zwany składem systemu) wraz ze zbiorem relacji między nimi (zwanym strukturą systemu).
Z pojęciem systemu ściśle związana jest cybernetyczna teoria systemów autonomicznych.
Termin "układ" ("system") może też oznaczać sposób rozmieszczenia (uporządkowania) elementów według określonych zasad.

### Układ fizyczny jako system
Układ fizyczny, rozpatrywany jako system, określa się jako zespół obiektów fizycznych, oddziałujących na siebie wzajemnie tzn. mogących przekazywać sobie nawzajem energię.

## Cechy układów
Rodzaje układów w automatycznych układach regulacji:
- otwarty
- domknięty
- zamknięty

Zmienność i stabilność układu:
- układ dynamiczny zawiera elementy i przepływy zmienne w czasie;
- układ dynamiczno-statyczny zawiera elementy lub przepływy zmienne w czasie;
- układ statyczny nie zawiera elementów i przepływów zmiennych w czasie.
  - układ stabilny – wytrącony ze stanu lub położenia równowagi dynamicznej wraca do niego samorzutnie, np.  układ homeostatyczny lub wahadło (zob. ujemne sprzężenie zwrotne),
  - układ warunkowo stabilny – wytrącony ze stanu lub położenia równowagi dynamicznej nie wraca do poprzedniego stanu lub położenia równowagi ale osiąga inny stan lub położenie równowagi, np. automatyczna skrzynia biegów (zob. samosprzężenie),
  - układ niestabilny – wytrącony ze stanu początkowego już do niego nie wraca, ale oddala się od niego coraz bardziej – np. śnieg na stoku i lawina (zob. dodatnie sprzężenie zwrotne).